# Municipio San Buenaventura (Bolivien)
Das Municipio San Buenaventura liegt im bolivianischen Departamento La Paz.

## Lage im Nahraum
Das Municipio San Buenaventura ist eines von zwei Municipios der Provinz Abel Iturralde und liegt im südlichen Teil der Provinz. Es grenzt im Westen und Süden an die Provinz Franz Tamayo, im Osten an das Departamento Beni und im Norden an das Municipio Ixiamas.
Das Municipio umfasst insgesamt 33 Ortschaften (localidades), der zentrale Ort des Municipios ist San Buenaventura mit 3089 Einwohnern im östlichen Teil des Municipios. (Volkszählung 2012)

## Geographie
Das Municipio San Buenaventura liegt am westlichen Rand der Moxos-Ebene, mit über 100.000 km² einem der größten Feuchtgebiete der Erde; die vorherrschende Vegetationsform in der Moxos-Ebene ist die tropische Savanne. Das Klima in der Region San Buenaventura ist tropisch heiß und ganzjährig feucht, es kann aber im Winter auch durch den Surazo (kalter Wind aus Süden) relativ kühl werden. Der Jahresniederschlag beträgt knapp 2000 mm, mit Monatsniederschlägen von etwa 300 mm im Januar und Februar, und von weniger als 100 mm in den Monaten August bis September. Die durchschnittlichen Monatstemperaturen liegen ganzjährig zwischen 23 °C und 28 °C (siehe Klimadiagramm Rurrenabaque).

## Bevölkerung
Die Einwohnerzahl des Municipios San Buenaventura ist zwischen 1992 und 2024 auf mehr als das Doppelte angestiegen:
| Jahr | Einwohner | Quelle       |
| ---- | --------- | ------------ |
| 1992 | 4.608     | Volkszählung |
| 2001 | 6.203     | Volkszählung |
| 2012 | 8.711     | Volkszählung |
| 2024 | 10.115    | Volkszählung |

Die Lebenserwartung der Neugeborenen lag im Jahr 2001 bei 64,4 Jahren, die Säuglingssterblichkeit ist von 11,3 Prozent (1992) auf 5,4 Prozent im Jahr 2001 gesunken.
Der Alphabetisierungsgrad bei den über 15-Jährigen beträgt 88,0 Prozent, und zwar 92,1 Prozent bei Männern und 82,9 Prozent bei Frauen (2001).
97,6 Prozent der Bevölkerung sprechen Spanisch, 11,0 Prozent sprechen Quechua, 4,4 Prozent Aymara, und 11,9 Prozent andere indigene Sprachen. (2001)
74,3 Prozent der Bevölkerung haben keinen Zugang zu Elektrizität, 50,7 Prozent leben ohne sanitäre Einrichtung (2001).
57,8 Prozent der Haushalte besitzen ein Radio, 26,3 Prozent einen Fernseher, 23,3 Prozent ein Fahrrad, 7,1 Prozent ein Motorrad, 3,1 Prozent einen PKW, 8,7 Prozent einen Kühlschrank, 5,6 Prozent ein Telefon. (2001)

## Politik
Ergebnis der Regionalwahlen (concejales del municipio) vom 4. April 2010:
| Wahl- berechtigte |  | Wahl- beteiligung | gültige Stimmen |  | MAS-IPSP | M.P.S. | UN     | MSM    |
| ----------------- |  | ----------------- | --------------- |  | -------- | ------ | ------ | ------ |
| 3.455             |  | 3.006             | 2.373           |  | 992      | 666    | 472    | 243    |
|                   |  | 87,0 %            | 78,9 %          |  | 41,8 %   | 28,1 % | 19,9 % | 10,2 % |

Ergebnis der Regionalwahlen (elecciones de autoridades políticas) vom 7. März 2021:
| Wahl- berechtigte |  | Wahl- beteiligung | gültige Stimmen |  | MAS-IPSP | J.A.LLALLA.L.P. | PBCSP   | MTS     | MPS    | UN     | FPV    |
| ----------------- |  | ----------------- | --------------- |  | -------- | --------------- | ------- | ------- | ------ | ------ | ------ |
| 5.105             |  | 4.333             | 3.330           |  | 1.480    | 483             | 461     | 441     | 219    | 57     | 42     |
|                   |  | 84,88 %           | 76,85 %         |  | 44,44 %  | 14,50 %         | 13,84 % | 13,24 % | 6,58 % | 1,71 % | 1,26 % |

## Gliederung
Das Municipio untergliederte sich bei der letzten Volkszählung von 2012 in die folgenden drei Kantone (cantones):
- 02-1502-01 Kanton Buenaventura – 17 Ortschaften – 4.964 Einwohner
- 02-1502-02 Kanton Tumupasa – 13 Ortschaften – 2.879 Einwohner
- 02-1502-03 Kanton San José de Uchupiamonas – 3 Ortschaften – 868 Einwohner

## Ortschaften im Municipio San Buenaventura
- Kanton Buenaventura
  - San Buenaventura 3089 Einw. – Caygene 363 Einw. – Eyiyoquibo 233 Einw.

- Kanton Tumupasa
  - Tumupasa 1827 Einw.

- Kanton San José de Uchupiamonas
  - San José de Uchupiamonas 630 Einw.